# Liste du patrimoine culturel immatériel de l'humanité en Birmanie
Cet article recense les pratiques inscrites au patrimoine culturel immatériel en Birmanie.

## Statistiques
La Birmanie ratifie la convention pour la sauvegarde du patrimoine culturel immatériel le 7 mai 2014. La première pratique protégée est inscrite en 2024.
En 2024, la Birmanie compte 1 élément inscrit au patrimoine culturel immatériel, sur la liste représentative.

## Listes

### Liste représentative
L'élément suivant est inscrit sur la liste représentative du patrimoine culturel immatériel de l'humanité :
| Élément                                                        | Type                                              | Subdivision | Année | Lien  | Notes | Illus. |
| -------------------------------------------------------------- | ------------------------------------------------- | ----------- | ----- | ----- | ----- | ------ |
| L'atā thingyan, la fête traditionnelle du Nouvel An au Myanmar | pratiques sociales, rituels et événements festifs |             | 2024  | 02085 |       |        |

### Patrimoine immatériel nécessitant une sauvegarde urgente
La Birmanie ne compte aucun élément sur la liste du patrimoine immatériel nécessitant une sauvegarde urgente.

### Registre des meilleures pratiques de sauvegarde
La Birmanie ne compte aucune pratique listée au registre des meilleures pratiques de sauvegarde.